# Diptychophora diasticta
Diptychophora diasticta là một loài bướm đêm trong họ Crambidae.